# Winfried Vogel

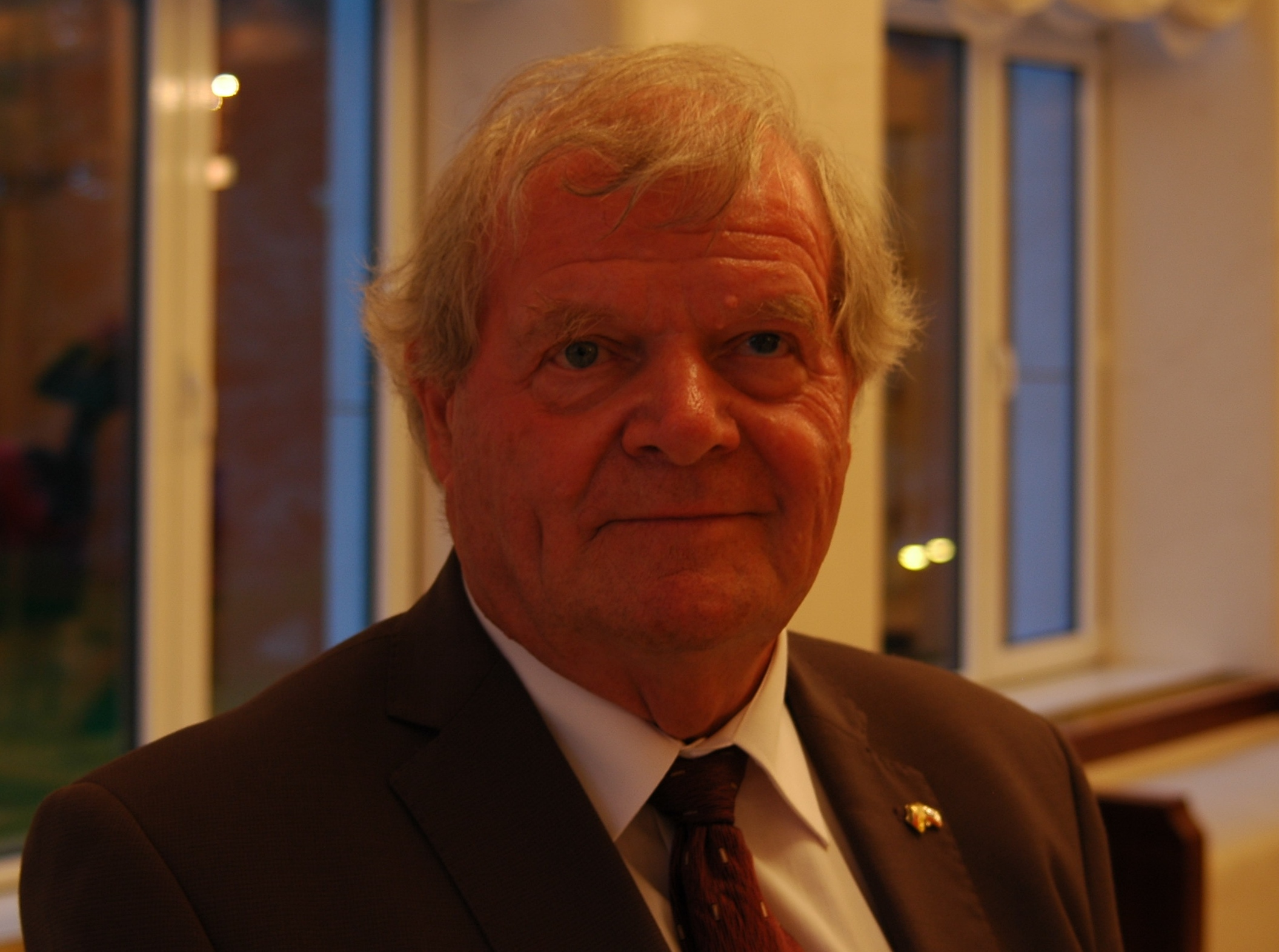
Winfried Vogel (2014)

Winfried Vogel (* 21. Juli 1937 in Bad Kreuznach; † 29. Juli 2022 in Bad Hönningen) war ein deutscher Brigadegeneral des Heeres der Bundeswehr und Publizist.

## Werdegang
Vogel trat im Jahr 1956 in die Bundeswehr ein. Ab 1958 wurde er als Zugführer und Kompaniechef im Lehrbataillon der Heeresoffizierschule II in Husum und Hamburg verwendet. 1968 wurde er S3 im Stab des Truppenamtes in Köln. 1970 wurde er in den Leitungsstab des damaligen Bundesministers der Verteidigung Helmut Schmidt berufen. Ab 1972 war er persönlicher Referent der Parlamentarischen Staatssekretäre Karl Wilhelm Berkhan und Hermann Schmidt. Von 1977 bis 1979 war er stellvertretender Kommandeur der Panzergrenadierbrigade 24 in Landshut. 1979 wurde er Referatsleiter Innere Führung, Öffentlichkeitsarbeit, Nachwuchswerbung des Heeres im Führungsstab des Heeres (Fü H I 3). 1981/82 war er Kommandeur der Panzerbrigade 29 in Sigmaringen. 1982 zum Brigadegeneral befördert, wurde er Unterabteilungsleiter S I (Allgemeine Sozialangelegenheiten). 1984 übernahm er den Dienstposten als Stellvertreter des Amtschefs des Streitkräfteamtes in Bonn. Von 1992 bis 1997 war er Präsident der European Military Press Association.
Ab 1997 im Ruhestand, gehörte er dem Vorstand des Vereins „Geschichte und Erinnerung, Verein zur Förderung der Ausstellung, Vernichtungskrieg – Verbrechen der Wehrmacht 1941–1944‘“ an und war Beiratsmitglied der „Weiße Rose Stiftung“. Für sein Wirken im Rahmen der gemeinnützigen Orenburger Stiftung „Eurasia“ wurde ihm 2004 der Preis der Robert Bosch Stiftung (Stuttgart) verliehen.
Vogel starb am 29. Juli 2022 in Bad Hönningen.

## Schriften (Auswahl)
- Entscheidung 1864. Das Gefecht bei Düppel im Deutsch-Dänischen Krieg und seine Bedeutung für die Lösung der deutschen Frage. Bernard und Graefe, Koblenz 1987, ISBN 3-7637-5840-2.
- mit Gerd R. Ueberschär: Dienen und Verdienen. Hitlers Geschenke an seine Eliten. S. Fischer, Frankfurt am Main 1999, ISBN 3-10-086002-0.
- Karl Wilhelm Berkhan. Ein Pionier deutscher Sicherheitspolitik nach 1945. Beiträge zu einer politischen Biographie (= Schriftenreihe des Wissenschaftlichen Forums für Internationale Sicherheit e. V. (WIFIS). Bd. 21). Mit einem Vorwort von Helmut Schmidt. Temmen, Bremen 2003, ISBN 3-86108-394-9.